# 國立大湖高級農工職業學校
國立大湖高級農工職業學校，簡稱大湖農工、湖農，位於台灣苗栗縣大湖鄉，為一所技術型高級中等學校。

## 沿革
- 1925年：4月，創立「大湖農業補習學校」，暫借大湖國民學校正式上課[3][4]。
- 1932年：改為「大湖農蠶專修學校」[4]。
- 1945年：戰後由中華民國政府接收，改制為「新竹縣立大湖中級職業補習學校」。
- 1947年9月，改制為「新竹縣立大湖初級蠶絲職業學校」。
- 1948年11月，遷至現址。
- 1950年8月，苗栗獨立設縣，改隸為「苗栗縣立大湖初級蠶絲職業學校」。
- 1954年9月，增設高級部蠶絲科。
- 1955年：改制為「苗栗縣立大湖農業職業學校」。
- 1962年8月，苗栗率先施行「省辦高中，縣市辦初中」政策，改隸為「臺灣省立大湖農業職業學校」。
- 1970年：實施九年國民教育，裁撤初級部，改制為「臺灣省立大湖高級農工職業學校」。
- 2000年：因應精省，改隸教育部，更名為「國立大湖高級農工職業學校」。

## 職業類科
目前設科情形：
- 農科：食品加工科、園藝科
- 工科：機械科、電機科、室內空間設計科
- 實用技能學程：水電技術科(隸屬電機科)
- 建教合作學程:112學年度起成立1班階梯式建教合作班(隸屬機械科)

另有特教之綜合職能科

## 校友
大湖高工創校迄今96年，校友遍居各地，部份名單如下：
- 廖昆宏：宏明紙業常務監。
- 張戊基：曾任苗栗縣政府建設局長。
- 李能棋：筆名李喬，為作家[6]。
- 張步桃：長庚醫院中醫師。

## 姊妹校
- 日本青森縣：青森縣立名久井農業高等學校（日语：青森県立名久井農業高等学校）

## 外部連結
- 國立大湖高級農工職業學校（页面存档备份，存于）（繁體中文）
- 國立大湖高級農工職業學校的Facebook專頁